# Roeselia strigulalis
Roeselia strigulalis är en fjärilsart som beskrevs av Jacob Hübner 1796. Roeselia strigulalis ingår i släktet Roeselia och familjen trågspinnare. Inga underarter finns listade.